# Liste der Monuments historiques in Urbeis
Die Liste der Monuments historiques in Urbeis führt die Monuments historiques in der französischen Gemeinde Urbeis auf.

## Liste der Bauwerke
| Bezeichnung   | Beschreibung                                                       | Standort                  | Kennzeichnung | Schutzstatus | Datum | Bild           |
| ------------- | ------------------------------------------------------------------ | ------------------------- | ------------- | ------------ | ----- | -------------- |
| Burg Bilstein | Ruine einer Höhenburg, 12. und 13. Jahrhundert, vor 1543 verlassen | nördlich des Ortes (Lage) | PA00085203    | Classé       | 1898  | weitere Bilder |